# En pos de la tierra
En pos de la tierra. Episodio de la vida de un campesino es una película silente de Argentina filmada en blanco y negro por la Compañía Cinematográfica Far-Film, integrada por Antonio Defranza y George Bernier, por encargo de la Federación Agraria Argentina entre 1921 y 1922.
Fragmentos de este film fueron incluidos en la película Aller simple (Tres historias del Río de la Plata) (1998).

## Sinopsis
La película contiene 103 carteles y escenas documentales insertas dentro de una trama ficcional en la que el personaje, José Sereno, un agricultor que emigra de Italia a la Argentina en pos de la tierra, va conociendo los manejos de los intermediarios y de los propietarios de los almacenes de ramos generales  hasta comprender la necesidad de unirse a los otros agricultores en la FAA. La historia de José se irá diluyendo dentro de la historia de Federación Agraria. La parte documental  incluye también un minucioso recorrido por las instalaciones de la organización acompañado por las explicaciones sobre su funcionamiento de la institución.

## Producción
El rodaje de la película comenzó en diciembre de 1921, en la localidad de Casilda, provincia de Santa Fe.
Unos meses antes, el 26 de agosto de 1921, se filma la primera película hasta hoy conocida de la Federación Agraria Argentina, que es el documento que registra la llegada del tren especial a Buenos Aires, que había salido desde Rosario con 1500 chacareros, para manifestarse en las calles de la metrópoli. Esa película anterior se llamó La gran manifestación agraria, tiene una duración de 1 acto (aproximadamente diez minutos), y podría haber sido realizada por la productora de Federico Valle. Este registro documental se incluyó como sexto acto del largometraje En pos de la tierra, estrenado un año después, probablemente debido al éxito que había tenido en sus numerosas exhibiciones.
La FAA exhibía el filme en conferencias que realizaban sus dirigentes en sedes del circuito cerealero promoviendo su actividad gremial.

## Análisis
Empujado las malas condiciones de vida en la ciudad y las promesas de un futuro mejor, el inmigrante “José” marcha al “campo”, ámbito  que se instituye como refugio para la nostalgia y se lo vincula a la sociedad de origen, donde al cabo de 3 o 4 cosechas pasará de ser peón a chacarero y abandonará toda idea de regreso a su país de origen, fundiendo en una sola su identidad como agricultor y como argentino. El filme muestra a José y sus hijos trabajando  con varios peones  y una máquina trilladora.
Luego la "utopía agraria" se desvanece en el filme con la aparición de los intermediarios y de los comerciantes (propietarios de los almacenes de ramos generales)  señalados por la FAA como “enemigos” de los agricultores. Estalla la violencia, los peones defienden a José y se advierte la caracterización del conflicto por la distribución del ingreso desde el punto de vista de la FAA: el colono-arrendatario (José) respaldado por los peones, y enfrentado al comerciante y al intermediario-colonizador, una alianza que no se dio en la realidad.
Otros actores como propietarios terratenientes, exportadores de granos, empresarios de máquinas cosechadoras y trilladoras y transportistas no son denunciados por la FAA y casi no son mencionados.
Siguiendo la trama, José y otros colonos se enteran de que no podrán cobrar la cosecha entregada porque el almacén de ramos generales quebró y cerró y nace la idea de una huelga. A partir de allí el film ficcional se empieza a nutrir de elementos reales, como cuando aparecen José (mundo ficcional) y Piacenza (presidente de la FAA en el mundo real) hablando a una multitud de chacareros reales. Terminada la huelga, marchan 1.400 chacareros a Buenos Aires. Después de obtener una ley que declara la inembargabilidad de sus efectos personales y de sus instrumentos de trabajo en caso de hipotecas vencidas, libertad de compra, venta trilla y seguro, indemnización a los arrendatarios por las mejoras físicas introducidas al campo, y permitió las instalaciones de silos, tinglados y galpones, plantación de árboles de sombra y frutos, todo ello para chacras cerealeras inferiores a 300 has. El filme acompaña el inicio de una etapa de desmovilización y tranquilidad en el agro pampeano y finaliza con la imagen del local, con puertas abiertas, convertido en sede de la FAA.